# Leptataspis amoena
Leptataspis amoena är en insektsart som beskrevs av Victor Lallemand 1928. Leptataspis amoena ingår i släktet Leptataspis och familjen spottstritar. Inga underarter finns listade i Catalogue of Life.